# Firmin Pacqué
Firmin Pacqué (Koolkerke, 26 september 1886 - 25 november 1960) was burgemeester van de Belgische gemeente Koolkerke van 1931 tot 1952.

## Levensloop
Pacqué was de zoon van Edmond Pacqué en Elodie Demaecker. Hij trouwde met Nathalie Debrouwer.
Hij was beroepshalve bediende in de Koninklijke Nederlandsche Gist- en Spiritusfabriek.

## Burgemeester
Net als zijn voorganger Willem Demets werd Pacqué tot gemeenteraadslid verkozen bij de verkiezingen van oktober 1926 en werd onmiddellijk tot schepen verkozen. Toen Demets ontslag nam, werd Pacqué bij koninklijk besluit van 20 januari 1931 tot zijn opvolger benoemd.
Hij werd regelmatig herkozen en opnieuw tot burgemeester benoemd. Bij de verkiezingen van 1938 traden twee socialistische verkozenen tot de raad toe.
Pacqué bleef burgemeester onder de Bezetting. Hij werd nochtans in het voorjaar 1942 aangeklaagd bij oorlogsgouverneur Michiel Bulckaert als zou hij de belangen van de gemeente verwaarlozen en nalatig zijn in de uitoefening van zijn ambt. Hij zou zich meer hebben beziggehouden met de Gistfabriek. Pacqué bestreed deze beschuldiging en ging niet in op de uitnodiging van de gouverneur om ontslag te nemen. Hoe dan ook, hij was al ruim de leeftijdsgrens overschreden die in het 'Amtsverbot' was opgelegd en werd op 24 april 1942 afgezet. Aangezien de vorming van Groot-Brugge voor de deur stond, werd geen nieuwe burgemeester benoemd en werd het ambt waargenomen door schepen Van de Casteele.
Na de oorlog nam Pacqué onmiddellijk het ambt weer op en werd in 1946 met de door hem enige ingediende lijst herkozen en opnieuw benoemd. In 1952 werd hij als raadslid herkozen, maar zijn lijst leed een zware nederlaag en hij werd niet als burgemeester herbenoemd. Hij bleef raadslid tot aan de verkiezingen van 1958.